# Gölbaşı, Gönen
Gölbaşı là một xã thuộc huyện Gönen, tỉnh Isparta, Thổ Nhĩ Kỳ. Dân số thời điểm năm 2011 là 613 người.